# If I Should Go Before You
If I Should Go Before You  é o quinto álbum de estúdio do City and Colour. Foi lançado em 09 de outubro de 2015, por Dine Alone Records.

## Faixas
| N.º | Título                      | Duração |  |
| 1.  | "Woman"                     | 9:16    |  |
| 2.  | "Northern Blues"            | 4:50    |  |
| 3.  | "Mizzy C"                   | 3:59    |  |
| 4.  | "If I Should Go Before You" | 4:16    |  |
| 5.  | "Killing Time"              | 4:21    |  |
| 6.  | "Wasted Love"               | 2:58    |  |
| 7.  | "Runaway"                   | 4:14    |  |
| 8.  | "Lover Come Back"           | 3:54    |  |
| 9.  | "Map of the World"          | 2:52    |  |
| 10. | "Friends"                   | 4:58    |  |
| 11. | "Blood"                     | 5:16    |  |

## Recepção
O álbum recebeu críticas muito positivas após o lançamento, com alguns acreditando que pode ser o melhor álbum do Green até à data. O álbum também fez bem comercialmente, tornando-se o primeiro álbum da banda número 1 no iTunes canadenses. O álbum foi também nomeado para vários Juno Awards, incluindo Artist of the Year nomination para Green, bem como nomeações para a composição das músicas em "Blood", "Lover Come Back", e "Wasted Love".

## Gráficos
| Gráfico (2015)                      | Pico posição |
| ----------------------------------- | ------------ |
| Austrália (ARIA)                    | 5            |
| Canadá (Billboard)                  | 1            |
| Reino Unido (Official Albums Chart) | 47           |
| Estados Unidos (Billboard 200)      | 29           |